# 惲彥琦
惲彥琦（1828年—1893年），字莘農、亦韓，江蘇陽湖（寄籍順天府大興縣）人，清朝政治人物、進士出身。惲光宸之子。
咸豐九年，登進士，授禮部額外主事，后升任禮部郎中。光緒三年，任湖北督糧道。光緒八年，署湖北按察使。